# Edward Doisy
Edward Adelbert Doisy (Hume, 3 de novembro de 1893 — St. Louis, 23 de outubro de 1986) foi um bioquímico estadunidense. Foi agraciado com o Nobel de Fisiologia ou Medicina de 1943, por ser um dos descobridores da vitamina K, conjuntamente com Henrik Dam.

## Vida
Doisy nasceu em Hume, Illinois, em 13 de novembro de 1893. Completou seu bacharelado em 1914 e seu mestrado em 1916 pela Universidade de Illinois em Urbana-Champaign. Ele completou seu Ph.D. em 1920 da Universidade de Harvard.
Em 1919, ele aceitou uma nomeação para o corpo docente do Departamento de Bioquímica da Universidade de Washington em St. Louis, onde foi promovido a professor associado. Em 1923, mudou-se para a Universidade de St. Louis como professor e presidente do novo Departamento de Bioquímica. Ele atuou como professor e presidente desse departamento até se aposentar em 1965. A Universidade Saint Louis renomeou o departamento para Departamento de Bioquímica E. A. Doisy, em sua homenagem. Mais recentemente, o departamento foi novamente renomeado. Atualmente é conhecido como Departamento de Bioquímica e Biologia Molecular da E. A. Doisy.
Em 1940, foi professor de medicina na Escola de Medicina da Universidade de Chicago.

Ele também competiu com Adolf Butenandt na descoberta do estrona em 1930. Eles descobriram a substância de forma independente, mas apenas Butenandt recebeu o Prêmio Nobel de Química em 1939.